# Южен парк
Вижте пояснителната страница за други значения на Южен парк.
Южният парк е един от големите паркове в София, разположен, – както името му подсказва, в южната част на столицата. Площта му е 1,48 кв. км.

## Териториално разделение и граници
Южният парк започва от южния широк „Център“ и се простира на юг до „Кръстова вада“, затваряйки се на изток от кварталите „Лозенец“, „Южен парк“ и „Хладилника“, а на запад от кварталите „Иван Вазов“, „Стрелбище“ и „Гоце Делчев“.
Паркът е разделен на три части:
- Първата част, най-малката, се намира между бул. „Витоша“, бул. „Патриарх Евтимий“, ул. „Проф. Фритьоф Нансен“ и бул. „България“.
- Втората част, продължава на юг от другата страна на бул. „България“ и се простира между бул. „Черни връх“, бул. „Арсеналски“ и бул. „Петко Каравелов“.
- Третата част е най-обширна, и граничи на север с ул. „Бяла черква“, на запад с бул. „Петко Тодоров“, на юг с бул. „Хенрик Ибсен“, и на изток с ул. Козяк и жк. „Южен парк“.

## Природа и биоразнообразие
Перловската река пресича парка, създавайки живописни кътчета и подпомагайки богатото биоразнообразие. В Южния парк се срещат 65 вида птици, 29 от тях защитени, а 2 са записани в Червената книга на България.

## Събития и активности
В Южния парк нерядко се изнасят безплатни концерти, провеждат се био-изложения и пазари, спортни и други активности. Той е популярно място за културни и социални събития, привличайки както жители на София, така и посетители.

### Пешеходен мост в Южен парк, София
Проектът за пешеходен мост в Южен парк, София, представлява съвременна инициатива за изграждане на устойчива и екологично съобразена връзка между две ключови зони на парка — кв. 187А (м. „Южен парк“) и алеята между кв. 1 и кв. 3 (м. „Южен парк – II част“), в район „Триадица“. Идеята за свързване на двете части на парка датира още от генералния план на парка от 70-те и 80-те години, където е заложено формирането на цялостна зелена система от центъра на града до подножието на Витоша. Въпреки това, физическата свързаност остава непостигната десетилетия наред поради наличието на бул. „Бяла черква“, която разрязва парка.
През 2020 г. беше проведен архитектурен конкурс за проект на пешеходен мост, който да свърже двете части на Южен парк. Проектът на  архитектите П.Файфр и П.Сума,  съвместно с архитект А.Десов и инженерното бюро Buro Happold, бе избран за изпълнение. Предложението включва органично оформен мост с дължина около 300 метра, изграден от ламинирано дърво (glulam), който следва релефа и минимизира въздействието върху природата.
Към момента проектът е в етап на обществено обсъждане, като финалното публично събитие е насрочено за 5 юни 2025 г. 
Реализацията на моста ще допринесе за завършването на визията за обединен Южен парк, предоставяйки непрекъсната пешеходна и велосипедна връзка от центъра на София до подножието на Витоша, като същевременно запазва и обогатява природната среда на парка.

## Галерия
- Влакче в Южния парк
- Рикша, част от забавленията в Южния парк
- Заснежена алея
- В парка могат да се видят много птици, сред които кълвачи
- Плачуща върба (Salix babylonica) в парка
- Поглед към Иван Вазов
- Езеро в Южния парк
- Поглед към Лозенец